# Braden Mann
Braden Mann (24 novembre 1997) è un giocatore di football americano statunitense che milita nel ruolo di punter per i Philadelphia Eagles della National Football League (NFL).

## Carriera

### New York Jets
Mann al college giocò a football a Texas A&M dal 2016 al 2019, venendo premiato come All-American e vincendo il Ray Guy Award. Fu scelto dai New York Jets nel corso del sesto giro (191º assoluto) del Draft NFL 2020. Debuttò come professionista scendendo in campo nel primo turno contro i Buffalo Bills calciando 6 punt a una media di 46,3 yard l'uno. La sua annata si chiuse guidando la NFL con 82 punt e 3.598 yard su punt.
Nel secondo turno della stagione 2002, Mann fu premiato come giocatore degli special team della AFC della settimana dopo avere calciato due punt dentro le 20 yard avversarie, completato un passaggio da 17 yard e calciato con successo un onside kick.

## Palmarès

### Franchigia
- Super Bowl : 1

Philadelphia Eagles: LIX
- National Football Conference Championship:1

Philadelphia Eagles: 2024

### Individuale
- Giocatore degli special team della AFC della settimana: 1

2 del 2022